# Molossops
Molossops é um gênero de morcegos da família Molossidae.

## Espécies
- Molossops aequatorianus Cabrera, 1917
- Molossops mattogrossensis Vieira, 1942
- Molossops neglectus Williams e Genoways, 1980
- Molossops temminckii (Burmeister, 1854)